# 김아진종
김아진종(金阿珍宗, 생몰년 미상)은 신라의 왕족이다.

## 생애
습보 갈문왕의 차남으로 지증왕의 아우이다. 삼국유사에서는 이차돈의 외조부로 나타나 있으나, 위서 논란이 있는 화랑세기에선 진종의 아들에 관해 언급하고 있지 않다. 화랑세기에 따르면, 진종이 나이가 들었을 때, 거칠부의 딸이자 죽은 동륜태자의 후궁이었던 윤궁을 부인으로 맞길 원하였다고 한다. 이를 비롯한 여러 이유 때문에 윤궁은 문노와의 혼인을 미루었다. 그러나 진종이 죽자 윤궁은 문노와 혼인하였다. 문노와 윤궁의 혼인시기로 미루어보아, 진평왕 즉위 후 사망한 듯하다.

## 가족
- 아버자 : 지증왕(智證王, 437~514, 재위:500~514)
- 어머니 : 연제부인(延帝夫人)
  - 형 : 법흥왕(法興王, 487?~540, 재위:514~540)
  - 형 : 입종 갈문왕(立宗 葛文王, 또는 사부지(徙夫知), 생몰년 미상)
    - 조카 : 진흥왕(眞興王, 526~576, 재위:540~576)
    - 조카 : 김숙흘종(肅訖宗, 생몰년 미상)

  - 부인 : 보옥공주(宝玉公主), 백제 개로왕의 딸
    - 아들 : 김달복(金達福)
    - 딸 : 융명(肜明)